# جنت کیدر
جنت کیدر (انگلیسی: Janet Kidder؛ زادهٔ ۱۹۷۲) یک هنرپیشه اهل کانادا است.
او در فیلم تغییر ایکس بازی کرده‌است.